# Program Čchang-e
Program Čchang-e (čínsky v českém přepisu Čchang-e kung-čcheng, pchin-jinem Cháng'é gōngchéng, znaky 嫦娥工程), oficiálně Čínský program výzkumu Měsíce (čínsky v českém přepisu Čung-kuo tchan-jüe kung-čcheng, pchin-jinem Zhōngguó tànyuè gōngchéng, znaky tradiční 中國探月), je kosmický program čínské agentury CNSA zaměřený na průzkum Měsíce pomocí kosmických sond. Je prvním vesmírným programem Číny zaměřeným na vědecký výzkum za oběžnou drahou Země. 
Program je nazván podle postavy čínské mytologie, bohyně Čchang-e žijící na Měsíci.
Program má zatím čtyři etapy:
1. etapa: pozorování a fotografování Měsíce z jeho oběžné dráhy sondami Čchang-e 1 a Čchang-e 2 vyslanými k Měsíci roku 2007 a 2010.[1]
2. etapa původně zahrnovala měkké přistání sond Čchang-e 3 (2013) a Čchang-e 4 na povrchu Měsíce, průzkum Měsíce pomocí robotických vozítek (vozítko Čchang-e 3 bylo nazváno Jü-tchu, Nefritový králík).[1][2] Vzhledem k úspěchu sondy Čchang-e 3, která splnila všechny cíle druhé fáze programu, rozhodli Číňané o úpravě sondy Čchang-e 4, když jejím úkolem bylo ověření technologií použitých v následujícím páru sond.[3] Sonda v roce 2019 úspěšně přistála na odvrácené straně Měsíce a vypustila vozítko Jü-tchu-2. Se Zemí sonda komunikovala prostřednictvím satelitu Čchüe-čchiao 1 v bodě L2, vypuštěného v roce 2018.
3. etapa - sonda s dopravou vzorků na Zem:[2] sonda Čchang-e 5 v listopadu 2020 úspěšně přistála v oblasti Mons Rümker, odebrala vzorky hornin z povrchu a dopravila 1,7 kilogramu vzorků zpět na Zem.[4] Po Spojených státech a Sovětském svazu se tak Čína stala třetí zemí, které se toto podařilo.
4. etapa - příprava robotické výzkumné stanice: etapu zahájilo v březnu 2024 vypuštění družice Čchüe-čchiao 2 na excentrickou oběžnou dráhu Měsíce, umožňující komunikaci z odvrácené strany Měsíce i jeho oblasti jižního pólu. Následovala sonda Čchang-e 6, která v červnu 2024 úspěšně přistála na odvrácené straně Měsíce v oblasti South Pole-Aitken, kde by měla budoucí stanice stát. Sonda mimo jiné odebrala vzorky hornin z povrchu, které jsou na cestě zpět na Zem.[5]
5. Sonda Čchang-e 7 (plánovaný start v roce 2026) by měla pokračovat v průzkumu v oblasti Jižního pólu a to i za pomoci robotického vozítka a létajícího detektoru.[6] Sonda Čchang-e 8 (plánovaný start 2028) by pak měla mimo jiné prověřit koncept ISRU a ve stejné oblasti z místních zdrojů vytvořit testovací strukturu za pomoci 3D tisku z místních zdrojů.[6]